# Георги Исарис
Георги Исарис (на гръцки: Γεώργιος Ίσσαρης) е сръбски и византийски висш сановник, епарх в двора на сръбския цар Стефан Душан, велик примикарий (пръв сановник в царския двор) на Иван Углеша и велик контоставъл на византийския император Йоан V Палеолог.

## Биография
Заема висока длъжност по време на управлението на цар Стефан Душан (1331 - 1355). След това в Сярското княжество при Иван Углеша става пръв сановник в царския двор с титлата велик примикарий. В есента на 1366 година завежда спор срещу Хилендарския манастир за имот, дарен от покойния му зет, но губи делото. След завземането на Сярското княжество от Мануил II Палеолог и смъртта на Иван Углеша при Черноменската битка в 1371 година, Георги Исарис влиза в двора на Йоан V Палеолог и получава титлата велик коноставъл, коеот е последното споменаване на Исарис в историческите извори.